# Брасловче
Брасловче (словен. Braslovče) је град и управно средиште истоимене општине Брасловче, која припада Савињској регији у Републици Словенији.
По попису становништва из 2011. године, насеље Брасловче имало је 371 становника.